# Schönfeld (Gemeinde Waldkirchen an der Thaya)
Schönfeld ist eine Ortschaft und eine Katastralgemeinde der Marktgemeinde Waldkirchen an der Thaya im Bezirk Waidhofen an der Thaya im niederösterreichischen Waldviertel.

## Geografie
Das Dorf liegt östlich der Landesstraße 67, von der die L8156 in den Ort abzweigt. Das Eorf entwässert über einen Zubringer in den Feinitzbach. Am 1. April 2020 umfasste die Ortschaft 27 Adressen.

## Geschichte
Im Jahr 1822 wurde der Ort als Dorf mit 21 Häusern genannt, das nach Waldkirchen eingepfarrt war, wohin auch die Kinder eingeschult wurden. Die Herrschaft Drosendorf besaß die Ortsobrigkeit, übte die Landgerichtsbarkeit aus und hatte die Grundherrschaft inne. Die Konskription wurde von der Herrschaft Gilgenberg besorgt. Laut Adressbuch von Österreich waren im Jahr 1938 in der Ortsgemeinde Schönfeld ein Gastwirt, ein Gemischtwarenhändler, ein Schmied, ein Schneider und eine Schneiderin, ein Wagner, eine Stärkefabrik und mehrere Landwirte ansässig.